# Droga krajowa nr 126 (Kostaryka)
Droga krajowa nr 126 (hiszp. Ruta Nacional Secundaria 126/Ruta 126) – jedna z dróg krajowych w Kostaryce. Znajduje się ona w prowincjach Alajuela i Heredia.

## Opis
W prowincji Alajuela droga krajowa nr 126 przebiega przez kanton Alajuela (przez dystrykty Carrizal, San Isidro i Sarapiquí).
W prowincji Heredia droga krajowa nr 126 przebiega przez kanton Heredia (Heredia, Mercedes i Varablanca), kanton Barva (przez dystrykty Barva, San Pedro i  San Pablo), przez kanton Santa Bárbara (przez dystrykty Jesús de Santa Bárbara, Santo Domingo i Purabá) oraz przez kanton Sarapiquí (przez dystrykt La Virgen).